# Ruginești
Rugineşti é uma comuna romena localizada no distrito de Vrancea, na região de Moldávia. A comuna possui uma área de 91.13 km² e sua população era de 4497 habitantes segundo o censo de 2007.